# Mrówkożer czarnobrzuchy
Mrówkożer czarnobrzuchy (Conopophaga melanogaster) – gatunek małego ptaka z rodziny mrówkożerów (Conopophagidae).
Długość 14,4–15,8 cm; masa ciała 37–43,5 g. Nie wyróżnia się podgatunków.
Zamieszkuje lasy deszczowe brazylijskiej Amazonii na południe od Amazonki; raz odnotowany w północno-zachodniej Boliwii (w północno-zachodniej części departamentu Beni). Żywi się stawonogami.
IUCN uznaje mrówkożera czarnobrzuchego za gatunek najmniejszej troski (LC, Least Concern). Liczebność populacji nie została oszacowana, ale ptak ten opisywany jest jako rzadki. Ze względu na brak dowodów na spadki liczebności bądź istotne zagrożenia dla gatunku BirdLife International uznaje trend liczebności populacji za stabilny.